# Low poly

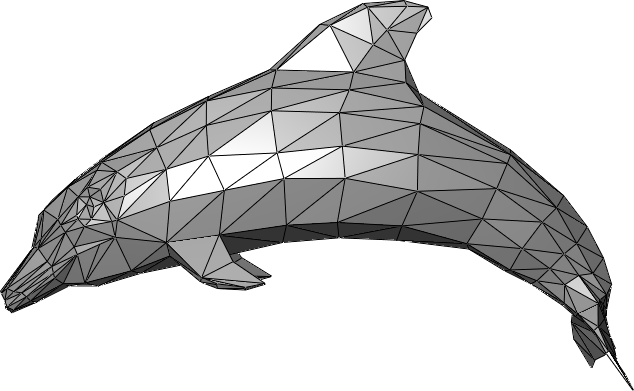
Low poly

Low poly – angielski termin używany do określenia siatki trójwymiarowego modelu w grafice 3D, która charakteryzuje się składaniem się z małej liczby wielokątów. Jednakże jest to termin względny, z uwagi na ciągły postęp w dziedzinie grafiki 3D (późniejsze low-poly można by uznać za hi-poly w końcu XX wieku), i odnosić się może do tej samej sceny 3D, silnika 3D lub gry komputerowej.
Obiekty low poly wykorzystywane są przede wszystkim w aplikacjach generujących grafikę trójwymiarową w czasie rzeczywistym. Liczba możliwych do wyświetlenia wielokątów w danej jednostce czasu jest ograniczona wydajnością komputerów i kart graficznych, dlatego trójwymiarowe modele projektowane są tak, aby osiągnąć kompromis między wydajnością a otrzymanymi wrażeniami estetycznymi. Uwzględniane są tutaj możliwości konkretnego silnika renderującego, sposób wykorzystania obiektu oraz jego odległość od obserwatora.